# TLC (grupo)
TLC é um girl group americano formado em 1990 em Atlanta, Geórgia. A formação mais conhecida consistia em Tionne "T-Boz" Watkins, Lisa "Left Eye" Lopes e Rozonda "Chilli" Thomas. O grupo obteve muito sucesso durante a década de 1990, apesar de inúmeras brigas com a lei, entre si, com a gravadora e seu empresário. Elas emplacaram várias canções de sucesso na parada Billboard Hot 100, incluindo quatro em primeiro lugar: "Creep", "Waterfalls", "No Scrubs" e "Unpretty". Elas também detém quatro discos que receberam multiplos certificados de platina nos Estados Unidos, incluindo CrazySexyCool (1994); este que, ainda, continua sendo o único álbum de um grupo feminino a receber um certificado de diamante pela Recording Industry Association of America (RIAA). Por FanMail (1999), o TLC também se tornou o primeiro grupo de R&B na história a receber a certificação Milhão pela Recording Industry Association of Japan (RIAJ).
Tendo vendido mais de 65 milhões de gravações em todo o mundo, o TLC é um dos grupos femininos que mais venderam em mundo todo. O VH1 classificou-as como o maior grupo feminino, colocando-as no número 12 em sua lista das 100 maiores mulheres na música. A revista Billboard classificou-as como um dos maiores trios musicais de todos os tempos, bem como o sétimo artista mais bem sucedido dos anos 90. Os prêmios do grupo incluem quatro Grammy Awards, cinco MTV Video Music Awards e cinco Soul Train Music Awards. Elas foram homenageadas pela destacada contribuição para a música no MOBO Awards e Legend Award nos MTV Video Music Awards Japan de 2013. Todas as três integrantes do TLC são consideradas insubstituíveis umas pelas outras, e cada uma delas contribuiu igualmente para o sucesso do grupo. Após a morte de Lopes em 2002, em vez de substituí-la, as remanescentes decidiram continuar como um duo. Em 2017, elas lançaram seu último álbum TLC; a dupla esclareceu que não vão se separar após o lançamento deste e continuarão a se apresentar juntas.

## Biografia

### 1990—91: Formação e primeiros anos

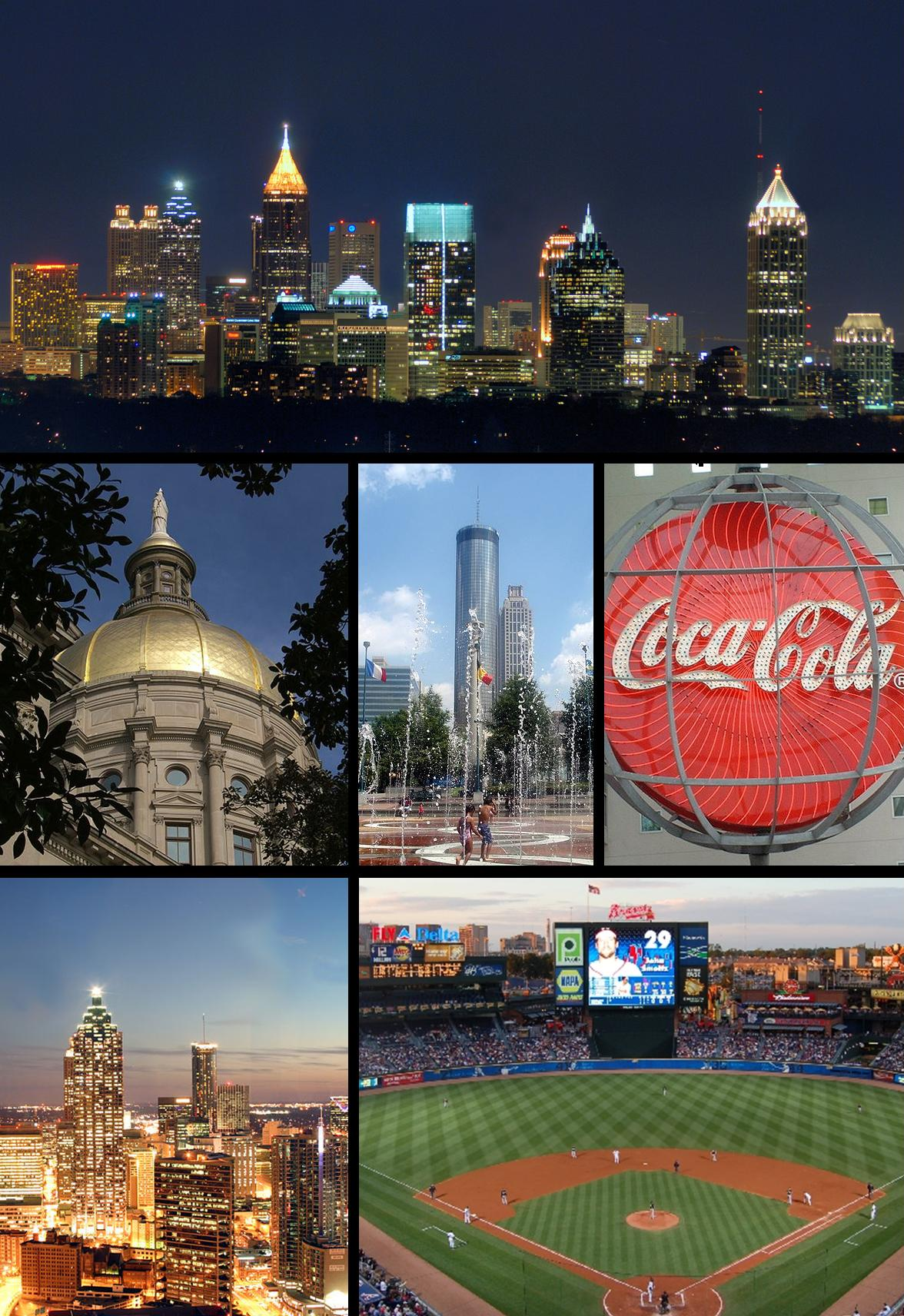
Atlanta, Geórgia cidade onde surgiu o grupo

Em 1990, Em Atlanta, Geórgia, uma adolescente chamada Crystal Jones, surgiu com um conceito para um girl group, com uma imagem hip-hop bem descolada, que mesclasse R&B e música hip hop com um novo estilo que estava surgindo conhecido como new jack swing. Jones pediu mais duas garotas para se juntar a ela neste trio. Seu pedido foi finalmente respondido por Tionne Watkins, natural de Des Moines, Iowa, que havia se mudado para Atlanta com sua família ainda pequena, e Lisa Lopes, uma rapper que acabara de se mudar para a cidade de sua terra natal, Filadélfia, Pensilvânia, com um pequeno teclado e US$ 750 dólares (US $ 1 405 hoje). Chamando o grupo 2nd Nature, Jones, Watkins e Lopes começaram a trabalhar com os produtores Jermaine Dupri e Rico Wade no material da fita demo.
Através de uma ligação no salão de cabeleireiro onde Watkins trabalhou o grupo finalmente conseguiu organizar uma audição com a cantora Perri "Pebbles" Reid, que tinha começado sua própria empresa de gestão e produção, Pebbitone. Impressionada pelas meninas, Reid renomeou o grupo TLC-Skee, com "TLC" sendo um acrônimo para os nomes Tionne, Lisa e Crystal. Reid organizou uma audição para elas com a gravadora local LaFace Records, dirigida por Kenneth "Babyface" Edmonds e o então marido de Reid, Antonio "L.A." Reid.
Antonio Reid viu potencial em Watkins e Lopes como artistas, mas sentiu que Jones deveria ser substituída. Segundo Jones, as coisas começaram a se desfazer depois que Pebbles negou ao grupo a oportunidade de levar para casa os contratos que Pebbitone havia elaborado. Jones não quis assinar antes de ter o contrato revisado por outros e talvez um advogado. Em contraste, a lembrança de Watkins sobre a partida de Jones é que tanto ela como Lopes pediram a Jones que deixasse o grupo antes de seus contratos iniciais serem negociados.
Em 28 de fevereiro de 1991, Watkins e Lopes assinaram acordos de produção, gerenciamento e publicação com Pebbitone, com Perri Reid se tornando seu gerente geral. Enquanto elas procuravam uma substituta para Jones, as duas integrantes do TLC-Skee fizeram sua primeira aparição gravada em uma faixa para o autointitulado LP de 1991 de Damian Dame, do LaFace. Pebbles encontraram a terceira integrante em Rozonda Thomas, uma das dançarinas de backup de meio período de Damian Dame.
Thomas assinou com o grupo em abril de 1991, na época em que o nome do grupo foi encurtado para TLC. Para manter o nome do TLC como um acrônimo com os nomes das meninas, Watkins tornou-se "T-Boz", Lopes tornou-se "Left-Eye" e Thomas tornou-se "Chilli". As meninas foram então assinadas com a LaFace em maio, através do acordo de produção com a Pebbitone; seus discos seriam distribuídos pela Arista Records/BMG. O TLC foi imediatamente criado para entrar em estúdio com Reid e Edmonds, Dallas Austin, Jermaine Dupri e Marley Marl produzindo seu primeiro álbum. O novo trio estreou como backing vocalistas em "Rebel (With a Cause)", faixa do álbum You Said (1991) de Jermaine Jackson.

### 1992—93:Ooooooohhh ... On the TLC Tipe sucesso inicial
O seu álbum de estreia, Ooooooohhh... On the TLC Tip, foi lançado em 25 de fevereiro de 1992 pela LaFace/Arista Records. As músicas do álbum são uma mistura de funk (Watkins), hip-hop (Lopes) e R & B (Thomas), semelhante ao novo som de new jack swing popularizado pelo produtor Teddy Riley no final dos anos 80. O álbum foi um sucesso crítico e comercial, sendo certificado de platina quádrupla pelas vendas de quatro milhões de cópias nos Estados Unidos. Ele marcou três singles top-dez na Billboard Hot 100 com "Ain't 2 Proud 2 Beg", "Baby-Baby-Baby" (atingiu o número dois), e "What About Your Friends", bem como o top 30 "Hat 2 Da Back".
O álbum de estreia do TLC, escrito principalmente por Dallas Austin e Lisa Lopes, consistia em letras lúdicas, com algumas músicas femininas. Foi caracterizado pelos vocais tenor de Watkins, pelos vocais de Thomas e pelos sopros de Lopes. A fórmula musical foi aumentada pelos vídeos coloridos e roupas curiosas das garotas: cada garota usava camisinhas enroladas em suas roupas (Lopes também usava uma sobre o olho esquerdo em um par de óculos).
Durante a primeira turnê nacional do TLC, como o ato de abertura do MC Hammer, Lopes e Thomas descobriram que Watkins tinha anemia falciforme, uma doença que ela manteve em segredo até que ficou muito doente enquanto o TLC estava em turnê no sudoeste dos EUA. Watkins continuou lutando contra sua condição e acabou se tornando um porta-voz da Associação de Doenças Falciformes da América no final dos anos 90. Ela foi hospitalizada, Lopes e Thomas ficaram com ela e alguns shows foram cancelados. Na conclusão da turnê, o TLC - que havia recebido muito pouco dinheiro até esse ponto - decidiu assumir mais controle de suas carreiras e, assim, informou a Pebbles que não desejavam mais que ela fosse sua gerente. Reid liberou o grupo de seu acordo de gestão, mas eles permaneceram assinados com Pebbitone, e Reid continuou a receber uma parte de seus ganhos. Também em 1994, o TLC tocou o grupo musical "Sex as a Weapon" no longa-metragem House Party 3 da New Line Cinema, estrelado por Kid 'n Play.
Lopes começou a namorar o jogador de futebol americano do Atlanta Falcons, Andre Rison, logo após o lançamento de Ooooooohhh ... No TLC Tip, e em 1994 os dois estavam vivendo juntos na luxuosa casa de dois andares de Rison. Seu relacionamento foi supostamente preenchido com momentos violentos, e Lopes entrou com uma acusação de agressão contra Rison em 2 de setembro de 1993. Rison negou espancá-la. Lopes também estava lutando contra o alcoolismo na época. Ela bebia muito desde os quinze anos. Depois de outra briga entre o casal, na madrugada de 9 de junho de 1994, Lopes jogou vários pares de sapatos recém-comprados de Rison em uma banheira, encharcou-os com fluido de isqueiro e acendeu-os. A fibra de vidro da banheira rapidamente derretida atingiu o quadro estrutural da casa em chamas. Lopes foi presa e indiciada por acusação de incêndio; ela foi condenada a cinco anos de liberdade vigiada e multa de US$ 10 000. Rison se reconciliou com Lopes e eles continuaram namorando por sete anos.

### 1993—97:CrazySexyCool, auge e falência
O segundo álbum de estúdio do TLC, CrazySexyCool, reuniu o grupo com os produtores Dallas Austin, Babyface e Jermaine Dupri, bem como com os novos colaboradores Organized Noize, Chucky Thompson e Sean "Puffy" Combs. Lopes foi liberada da reabilitação para assistir às sessões de gravação, mas o álbum finalizado apresentou significativamente menos de seus raps e vocais. Um álbum soul, R&B e hip hop, CrazySexyCool apresentou batidas hip-hop, funk, grooves profundos, ritmos propulsivos e produção suave. Lançado em 15 de novembro de 1994, CrazySexyCool foi aclamado pela crítica, com a Rolling Stone classificando entre os 500 Grandes Álbuns, de todos os tempos. CrazySexyCool estreou no número 15. Eventualmente, chegou ao número três na Billboard 200 e passou mais de dois anos no gráfico. O álbum vendeu mais de 11 milhões de cópias apenas nos Estados Unidos e ainda continua sendo o único álbum de um grupo feminino na história a receber a certificação de diamantes da RIAA. Com vendas mundiais superiores a 23 milhões de cópias, CrazySexyCool se tornou um dos álbuns mais vendidos por um grupo feminino e mais tarde foi superado apenas por Spice (1996) das Spice Girls.
Todos os quatro singles da CrazySexyCool alcançaram o top cinco na Billboard Hot 100—"Creep" e "Waterfalls", alcançaram o número um, "Red Light Special" alcançou o número dois e "Diggin' On You" alcançou o número cinco. "Waterfalls", uma canção produzida por Organized Noise que apresenta um old-school soul baseados, socialmente letras conscientes criticando o tráfico de drogas e sexo inseguro, e um rap introspectiva de Lopes, tornou-se o maior hit da carreira de TLC. Seu videoclipe de um milhão de dólares foi um marco da MTV por muitos meses e fez do TLC o primeiro artista negro a ganhar o MTV Video Music Award para Video of the Year. No 38º Grammy Awards, o TLC levou para casa o Melhor Álbum de R&B e Melhor Performance de R&B por um Duo ou Grupo por "Creep". A Billboard também coroou o TLC como Artista do Ano no Billboard Music Awards de 1996.
No meio de seu aparente sucesso, os membros do TLC pediram a bancarrota do Capítulo 11 em 3 de julho de 1995. O TLC declarou dívidas no total de US $ 3,5 milhões, parte devido aos pagamentos do seguro de Lopes decorrentes do incêndio criminoso e dos gastos médicos de Watkins, mas a principal razão foi que o grupo recebeu o que eles chamaram de acordo menos favorável de Pebbitone. Depois que a Arista Records, LaFace e Pebbitone recuperaram seu investimento para registrar custos e fabricação e distribuição (cobranças comuns de recuperação na maioria dos contratos de gravação), tanto a Pebbitone quanto a LaFace Records cobraram despesas como viagens aéreas, hotéis, promoções, videoclipes, comida, roupas e outras despesas. De acordo com os membros do TLC, ironicamente, quanto mais sucesso o álbum se tornava, mais elas estavam endividadas. Além disso, gerentes, advogados, produtores e impostos tinham que ser pagos, deixando cada membro do grupo com menos de US$ 50.
A TLC tentou renegociar seu contrato de 1991 com a LaFace, sob o qual elas receberam apenas 0,56 centavos (divididos em três formas) por álbum vendido - consideravelmente menos do que a maioria dos contratos com grandes gravadoras. Elas receberam menos por cada single vendido. TLC também queria dissolver sua associação com Pebbitone. A LaFace Records recusou-se a renegociar seu contrato no meio do contrato, levando a TLC a entrar com uma petição de falência. Tanto Pebbitone quanto LaFace contra-argumentaram que o TLC simplesmente queria mais dinheiro e não estava em perigo financeiro real, resultando em dois anos de debates legais antes que os casos fossem finalmente resolvidos, no final de 1996. O contrato da TLC foi renegociado com a LaFace, e a Pebbitone concordou em liberá-las de seu acordo de produção / gerenciamento em troca de Pebbitone receber uma porcentagem de royalties em alguns lançamentos futuros. A essa altura, Pebbles se separou do marido. TLC também comprou os direitos para o nome TLC, que anteriormente era de propriedade da Pebbles.
TLC gravou a canção tema para a popular série de comédia All That da Nickelodeon, que foi produzido e coescrito por Arnold Hennings que funcionou por dez temporadas. O grupo apareceu no álbum de trilha sonora do filme Waiting to Exhale de 1995 de Forest Whitaker, com "This Is How It Works" (uma canção escrita por Babyface e Lopes) e foi reentrada no estúdio no ano seguinte. um novo contrato com a LaFace e com distribuição feita pela Arista. Watkins começou a lançar seu trabalho solo com "Touch Myself", um single da trilha sonora do filme Fled de 1996; chegou ao top 40 no Billboard Hot 100. Lopes também colaborou com as colegas rappers Missy "Misdemeanor" Elliott, Da Brat, Angie Martinez no single "Not Tonight" de Lil' Kim. Atingiu o número seis no Hot 100 e foi indicada para Melhor Performance de Rap por um Duo ou Grupo no 40º Grammy Awards.

### 1998—2001:FanMail,FanMail Tour, e rixa no grupo
O trabalho preliminar no terceiro álbum de estúdio do TLC foi adiado quando o atrito surgiu entre o grupo e seu principal produtor, Dallas Austin, que estava namorando Thomas e ajudando a criar seu filho Tron. Austin queria US$ 4,2 milhões e controle criativo para trabalhar no projeto, resultando em um impasse entre o produtor e as artistas. Durante este período, Thomas apareceu no filme independente HavPlenty, enquanto Watkins co-estrelou com os rappers Nas e DMX no filme Belly (1998) de Hype Williams. Lopes iniciou sua própria produtora, a Left-Eye Productions, e lançou o Blaque, um trio feminino de R&B. Sob sua orientação, Blaque lançou seu álbum de estreia autointitulado de 1999, que foi disco de platina e continha dois singles top-10 na Billboard Hot 100. Lopes também sediou a curta série de talentos da MTV, The Cut (1998) os artistas de gravação Ne-Yo e Anastacia. O TLC eventualmente começou a trabalhar com outros produtores para seu terceiro álbum, até finalmente negociar com Austin, que produziu a maior parte do álbum. Lopes sempre teve uma ideia de uma sensação futurista para o projeto, que Austin incorporou ao álbum. Intitulado FanMail, o álbum foi lançado em fevereiro de 1999 para outro sucesso crítico e comercial. Ela estreou em primeiro lugar na tabela Billboard 200 e foi certificada seis vezes em platina pela RIAA por seis milhões de cópias vendidas nos Estados Unidos, e as vendas mundiais ultrapassam 14 milhões de cópias. "No Scrubs" foi lançado como o primeiro single e se tornou um sucesso mundial, superando a parada de singles na Austrália, Canadá, Irlanda, Nova Zelândia e Estados Unidos. O segundo single do álbum, "Unpretty", se tornou o quarto sucesso número 1 do TLC na Billboard Hot 100. Os outros três singles também receberam uma peça de rádio decente: "Silly Ho", "I'm Good at Being Bad" e "Dear Lie".
No 42º Grammy Awards, FanMail recebeu oito indicações e ganhou três prêmios: Melhor Álbum R&B, Melhor R&B Song e Melhor Performance R&B por um Duo ou Grupo com Vocais, os dois últimos para "No Scrubs". No Lady of Soul Awards, o grupo foi homenageado com o prêmio Aretha Franklin Entertainer of the Year. O grupo fez uma turnê mundial, intitulada FanMail Tour. O grupo tinha um especial PayPerView de sua turnê, que na época se tornou o maior especial de bilheteria da PayPerView.
Durante e após o lançamento do FanMail, Lopes deu a conhecer à imprensa em várias ocasiões que sentia que não era capaz de expressar-se plenamente no TLC. Suas contribuições para as músicas foram reduzidas a raps periódicos de oito compassos, e havia várias músicas em que ela não tinha vocais. Cantoras de estúdio, como Debra Killings, frequentemente cantavam vocais de fundo para as músicas do grupo, algo que Lopes também queria fazer em canções nas quais ela não fazia rap. No final de 1999, a revista Vibe publicou uma carta escrita por Lopes que desafiou seus companheiros de grupo, Watkins e Thomas, a gravar cada uma álbuns solo e ver qual álbum apresentava o melhor desempenho comercial:
| “ | “Eu desafio TTionne "Player" Watkins (T-Boz) e Rozonda "Hater" Thomas (Chilli) para um álbum intitulado The Challenge ... um conjunto de 3 CDs que contém três álbuns solo. Cada (álbum) ... vai ser lançado pela gravadora em 1 de outubro de 2000 ... Eu também desafio o produtor Dallas "The Manipulator" Austin para produzir todo o material e fazê-lo em uma fração de sua taxa normal. Como eu penso sobre isso, certamente A LaFace não se importaria em dar 1,5 milhão de dólares para a vencedora." | ” |

As cantoras eventualmente resolveram as desavenças e o desafio nunca foi aceito. Após a conclusão da bem-sucedida turnê do FanMail, as cantoras tiraram um tempo de folga e buscaram interesses pessoais. Lopes foi a primeira a começar a gravar seu álbum solo, Supernova. O álbum foi lançado na Europa e o primeiro single - "The Block Party" - alcançou o Top 20 no UK Singles Chart. A música foi lançada nos Estados Unidos algumas semanas antes do lançamento do álbum agendado. No entanto, quando a música não teve bom desempenho, o lançamento do álbum foi cancelado para a América do Norte e nenhum outro single foi promovido. Em 2000, Melanie C integrante das Spice Girls, colaborou com Lopes no single "Never Be the Same Again", tornou-se um sucesso internacional atingindo o número um em muitos países.

### 2002—06: Morte de Lopes,3DeRU The Girl

Lisa Lopes, A integrante mais influente do grupo morreu em 2002 em um acidente de carro.

Após o malsucedido álbum de estréia solo, Supernova, Lopes começou a trabalhar em seu segundo álbum solo. Em 25 de abril de 2002, antes de o álbum ser concluído, Lopes morreu em um trágico acidente de carro enquanto filmava um documentário em Honduras, que mais tarde seria lançado como Os Últimos Dias de Left Eye em 2007 no VH1. Depois de um hiato após a morte de Lopes, Watkins, Thomas e Austin decidiram que completariam o restante de seu quarto álbum, chamado 3D, que também contava com produção de Rodney Jerkins, The Neptunes, Raphael Saadiq, Missy Elliott e Timbaland. Também foi decidido que o TLC se separaria após o lançamento e a promoção do 3D, em vez de substituir Lopes e continuar como um grupo. No entanto, em última análise, elas decidiram continuar como um duo. Lopes aparece vocalmente em 3D, já que ela já havia completado seus vocais para duas músicas para o novo álbum. Outras duas outras músicas apresentaram seus vocais de músicas inéditas. Várias das músicas homenagearam Lopes. 3D foi lançado em 12 de novembro de 2002.
Após seu lançamento, 3D estreou no número seis na Billboard 200 e foi certificado duas vezes platina pela RIAA por dois milhões enviados nos Estados Unidos. Não conseguiu gerar sucesso no exterior, com exceção do Japão, onde alcançou o número dois e conseguiu platina do RIAJ para 200 000 cópias vendidas. O single principal do álbum, "Girl Talk", alcançou o número 28 na Billboard Hot 100, tornando-se o single mais importante de todos os tempos. Seu videoclipe apresentava Watkins e Thomas sozinhos em segmentos live-action e Lopes em segmentos animados. Foi seguido com "Hands Up", que se tornou o primeiro single a não entrar no Hot 100 (com pico no número sete na Bubbling Under R&B/Hip-Hop Singles), e "Damaged", que alcançou o número 53 no Hot 100.
Em junho de 2003, um ano após a morte de Lopes, em Zootopia, um show anual da estação de rádio Z100, em Nova York, realizado no Giants Stadium, o TLC apareceu no que foi anunciado como sua última apresentação. O grupo, apresentado por Carson Daly, mostrou uma montagem de vídeo dedicada a Lopes, e passou a executar músicas contra filmagens de Lopes tocando as mesmas músicas, e usando as mesmas roupas, que estavam aparecendo no palco. No entanto, o TLC fez um retorno em fevereiro de 2004 como artista de destaque em um single japonês de caridade intitulado VOICE OF LOVE POSSE com outros artistas japoneses. Em 2003, LaFace lançou o primeiro álbum de maiores sucessos do TLC, intitulado Now & Forever the Hits com uma nova música, "Come Get Some", com Lil Jon e Sean P do YoungBloodZ. No entanto, a compilação não foi lançada nos Estados Unidos até junho de 2005. O álbum estreou no número 53 com 20 000 cópias vendidas.
Em 25 de junho de 2004, Watkins e Thomas anunciaram que estavam lançando um reality show que acabou sendo escolhido para desenvolvimento pela UPN. Intitulado R U the Girl, o programa estreou em 27 de julho de 2005. Apesar da especulação na mídia de que a vencedora da série se tornaria um novo membro permanente do TLC, Watkins e Thomas prometeram nunca substituir Lopes por uma nova membro. A vencedora do programa, Tiffany "O'so Krispie" Baker, de 20 anos, gravou com Watkins e Thomas uma nova música, "I Bet", e apresentou-a em um concerto ao vivo em Atlanta. Aproximadamente 4,1 milhões de telespectadores sintonizaram o final da temporada de R U The Girl em 20 de setembro de 2005. "I Bet" foi lançado para rádio e iTunes em 4 de outubro de 2005, mas não conseguiu chegar às paradas. A música mais tarde se tornou uma faixa bônus no Now & Forever: The Hits.

### 2007—14: Hiato e filme biográfico televisivo

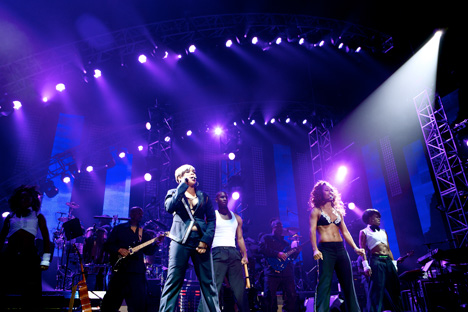
Watkins e Thomas se apresentando no concerto beneficente de Justin Timberlake em 2009.

Em 20 de agosto de 2007, um novo álbum de grandes sucessos foi lançado no Reino Unido chamado The Very Best of TLC: CrazySexyHits. O álbum se saiu melhor do que a compilação anterior, Now & Forever: The Hits, chegando ao número 57 na UK Albums Chart. Em 24 de junho de 2008, Watkins e Thomas fizeram uma aparição especial no BET Awards. Elas, junto com as membros originais do En Vogue e SWV, se apresentaram no tributo de Alicia Keys a grupos femininos. Em 4 de abril de 2009, o grupo realizou um show de 13 músicas no Japão durante o festival de música Springroove de 2009. Em 17 de outubro de 2009, o TLC realizou seu set para o público de 10 000 no Justin Timberlake and Friends beneficiam concerto, realizado no Mandalay Bay Events Center em Las Vegas Valley, EUA. Em 25 de maio de 2011, o TLC também se apresentou para o final da temporada do American Idol.
Em 2012, Watkins e Thomas apareceram no videoclipe do grupo pop britânico Stooshe por sua versão cover de "Waterfalls". Mais tarde, foi incluído no Totally T-Boz, uma série de documentários que narra a mudança de Watkins para a Califórnia, problemas de saúde e empreendimentos individuais. Stooshe mais tarde cantou "Waterfalls" no 17º prêmio anual MOBO Awards em 3 de novembro de 2012, onde o TLC foi homenageado com a Outstanding Contribution to Music. Em 23 de junho de 2013, o TLC recebeu o Legend Award no MTV Video Music Awards de 2013 no Japão, em que elas também realizaram uma mistura de seus singles de sucesso. Em 19 de junho de 2013, para comemorar seu 20º aniversário na indústria da música, o grupo lançou uma coletânea exclusiva do Japão, intitulada TLC 20: 20th Anniversary Hits, que inclui versões remasterizadas de suas antigas canções; como um presente para seus fãs japoneses, elas também gravaram uma nova versão de "Waterfalls", contando com a cantora japonesa Namie Amuro para cantar a parte de Lopes. A decisão de gravar com Amuro foi levantada como um problema pela família de Lopes, que se sentiu "traída", como eles não foram informados sobre a substituição vocal. Watkins e Thomas afirmaram posteriormente que não conseguiram obter autorização para usar os vocais de Lopes para a nova versão, mas que elas acreditavam que Lopes teria aprovado ter Amuro na faixa.
TLC foi destaque em "Crooked Smile", o segundo single do álbum Born Sinner de 2013 do rapper americano J. Cole. Atingiu o número 27 na Billboard Hot 100, dando ao TLC seu primeiro hit top 40 em mais de uma década. A colaboração ganhou o prêmio "Impact Track" no BET Hip Hop Awards de 2013 e foi indicada ao MTV Video Music Award de Melhor Vídeo com Mensagem Social no MTV Video Music Awards de 2014. Elas também fizeram uma aparição no MTV Video Music Awards de 2013, apresentando a performance de Drake. TLC assinou um novo contrato de gravação com a Epic Records e lançou uma versão americana da compilação do álbum 20 em 15 de outubro de 2013. O álbum incluiu uma nova gravação, "Meant to Be", escrita e produzida por Ne-Yo. A canção serviu de trilha sonora para CrazySexyCool: the TLC Story, o telefilme biográfico do TLC, que estreou em VH1 em 21 de Outubro de 2013. Dirigido por Charles Stone III, o filme estrelado por Keke Palmer como Thomas, Lil Mama como Lopes e Drew Sidora como Watkins. O filme usa as músicas recém-rearranjadas do TLC 20: 20th Anniversary Hits. A transmissão de estréia ganhou 4,5 milhões de telespectadores, uma audiência de cinco anos para o VH1. Em novembro de 2013, o TLC tinha três álbuns no Billboard 200, incluindo 20 no número 12, CrazySexyCool no número 108 e Now and Forever: The Hits no número 169.
Em 24 de novembro de 2013, o TLC realizou uma entrega antecipada de "Waterfalls" no American Music Awards 2013, com Lil Mama cantando a parte de Lopes, incluindo o segmento de rap. Posteriormente, o TLC cantou "No Scrubs" com Lil Mama no programa de televisão Dancing With The Stars. Em janeiro de 2014, o TLC apareceu no "Super Bowl Concert Series" da VH1, no Beacon Theatre em Nova York. O TLC anunciou a primeira turnê australiana de sua carreira em abril de 2014, que consistirá em shows em Sydney, Brisbane, Melbourne e Perth. O grupo fará um conjunto de seus hits e em 12 de dezembro, o TLC lançou uma nova canção de Natal intitulada "Gift Wrapped Kiss".

### 2015—presente: Turnês de retorno e álbum de estúdio auto-intitulado

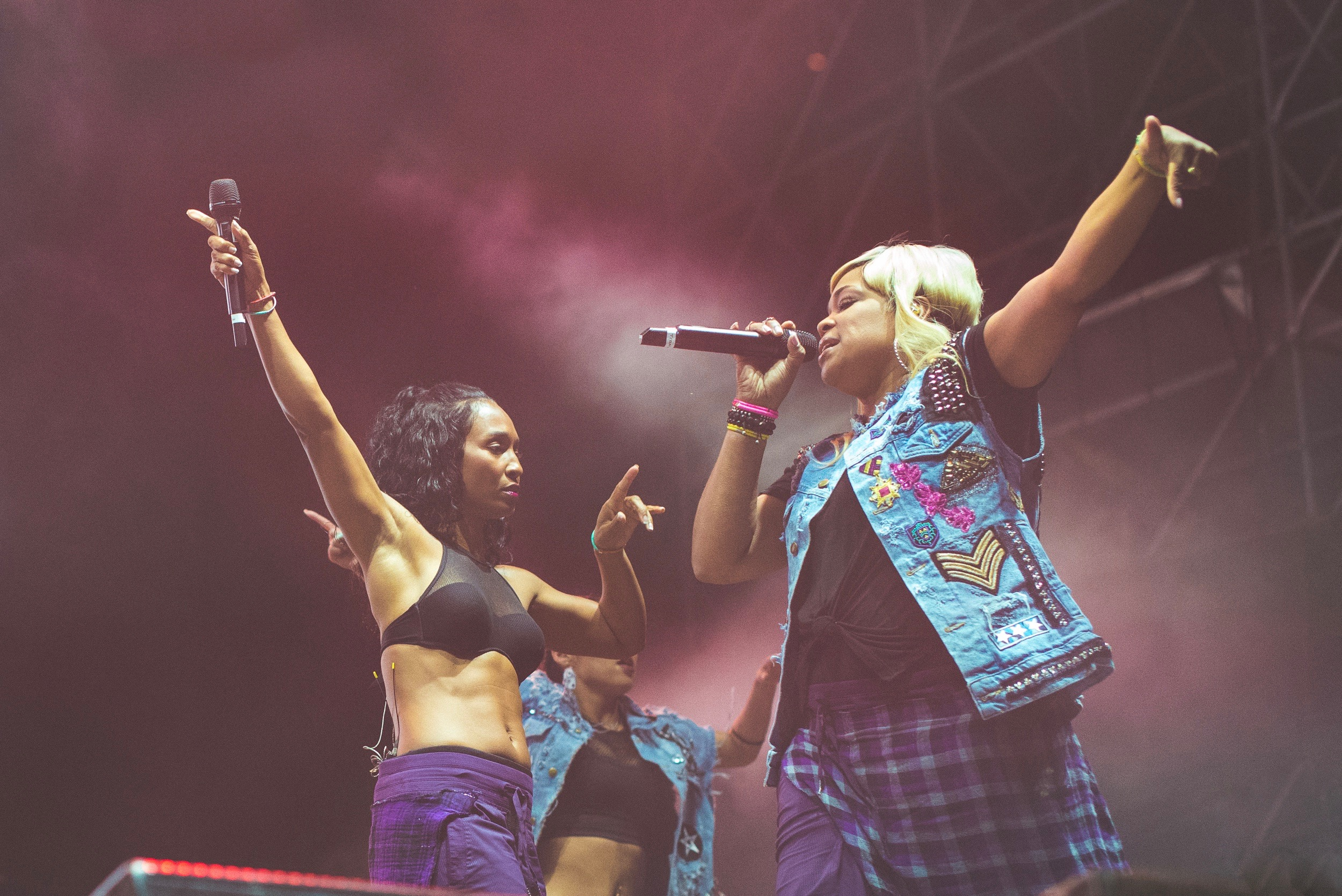
TLC se apresentando ao vivo em 2016.

Em 19 de janeiro de 2015, o TLC anunciou seu plano de lançar seu quinto e último álbum com o lançamento de uma campanha no Kickstarter. Eles pediram aos fãs que ajudassem a financiar o projeto doando uma garantia de pelo menos US$ 5 para atingir sua meta de US$ 150 000. Em menos de 48 horas, elas superaram seu objetivo e se tornaram o "projeto pop mais rápido e financiado na história do Kickstarter". Entre outros artistas que doaram estavam New Kids on the Block (doando US$ 10 000), Katy Perry (doando US$ 5 000), Soulja Boy, Bette Midler e Justin Timberlake. A campanha do Kickstarter arrecadou um total de US$ 400 000. Em uma entrevista publicada após o final da campanha, Watkins e Thomas esclareceram que eles nunca se separariam após o lançamento e promoção do álbum, e que eles continuariam a atuar juntas como TLC.
Em maio de 2015, o TLC embarcou em uma turnê norte-americana com o New Kids on the Block e Nelly intitulado The Main Event Tour. Foi sua primeira turnê em 15 anos desde a conclusão da Fanmail Tour em 2000. Posteriormente, a TLC embarcou na TLC 2016-17 Tour e I Love the 90s: The Party Continues Tour. Durante o desenvolvimento de seu álbum, elas pediram ao irmão de Lisa Lopes, Ron Lopes, para ajudar a tornar a presença de Left Eye no álbum uma possibilidade, já que ela tinha uma abundância de material inédito. No entanto, ao ser entrevistada pela estação de Toronto 93-5 The Move em 21 de setembro, Thomas declarou: "Na verdade, no último álbum depois que ela faleceu, nós passamos por muitos de seus raps e os usamos então. Eu não penso assim. porque já fizemos isso." Em 28 de outubro de 2016, o TLC lançou duas novas músicas do novo álbum chamado "Joyride" e "Haters" no Japão. O primeiro atingiu o número um na parada de R&B do iTunes no Japão. TLC cantou "Sleigh Ride" com a convidada surpresa Missy Elliott junto com sua última música "Sunny" em "Taraji's White Hot Holidays", um especial de férias na Fox, apresentado pela atriz Taraji P. Henson.
Seu quinto e último álbum de estúdio, TLC, foi lançado em 30 de junho de 2017. Foi relatado que ele teria colaborações de Dallas Austin e Kandi Burruss. O primeiro single do álbum "Way Back", com Snoop Dogg, foi lançado em 14 de abril para todos os principais estabelecimentos de música digital e serviços de streaming, mas não para o rádio. O single foi produzido pela D'Mile e lançado pela recém-formada label 852 Musiq, da TLC, que é distribuída pela RED Distribution nos EUA. Em 9 de maio de 2017, o TLC fez sua estreia no Reino Unido no KOKO de Londres. Por fim, o TLC vendeu 12 000 cópias no mercado interno na primeira semana. Em 2022 o grupo apresentou-se no festival britânico Glastonburry cantando suas canções de sucesso No Scrubs e Waterfalls.

## Legado
A Vibe acreditava que não haveria um "grupo feminino negro de R&B tendo o mesmo impacto químico, cultural e comercial tão remotamente comparável com o TLC" e apelidado de CrazySexyCool como "o modelo para conjuntos femininos a posteriores". O O Philippine Daily Inquirer chamou o TLC de "o grupo feminino mais influente que o mundo já viu". A cantora Beyoncé, ex-vocalista do Destiny's Child declarou que "o TLC influenciou praticamente todas as mulheres que estão por aí agora, e elas definitivamente influenciaram o Destiny's Child". Craig JC da Clutch, escreveu que o TLC foi "grande e influente" durante a década de 1990, e que seus contemporâneos como SWV, Total, Blaque, 3LW, Brownstone, 702, Jade, Xscape e En Vogue não tiveram o mesmo sucesso do TLC." David A Mantém da Rolling Stone explicou o impacto do TLC:

A carreira do TLC foi preenchida com sucessos e manchetes. O grupo foi um dos poucos artistas de R&B a construir uma identidade forte a partir de seu sucesso inicial, e elas exerceram mais controle sobre cada disco sucessivo. Sua música - particularmente o CrazySexyCool, que vendeu 11 milhões de cópias, e a FanMail, que vendeu mais de 6 milhões, ambos com dois Grammys - definem o padrão para o R&B contemporâneo. O TLC ajudou a criar uma mistura hábil de sons acústicos e de computador que abriram o caminho para grupos como o Destiny's Child, assim como sua imagem de mulheres independentes. Se abordando a AIDS em "Waterfalls" ou a luta pela auto-estima feminina em "Unpretty", eles mostraram-se capazes de levar questões sérias ao topo das paradas de sucesso.

O TLC é o grupo feminino americano mais vendido de todos os tempos, com 65 milhões de discos vendidos em todo o mundo, além de ser o segundo grupo feminino mais vendido do mundo. De acordo com a Recording Industry Association of America (RIAA), o TLC é o grupo de cantores mais vendidos da história da música americana, com 22 milhões de álbuns certificados. CrazySexyCool continua sendo o único álbum de um grupo de cantoras femininas a receber o prêmio de diamante pela RIAA, que indica vendas de 10 000 000 de cópias. De acordo com a Billboard, TLC é o segundo girl group mais bem sucedido de todos os tempos na parada da Billboard, atrás apenas do The Supremes.

## Integrantes
- Tionne Watkins (T-Boz) Entrou em 1990 e permanece no grupo até hoje.
- Lisa Lopes (Left Eye) Entrou em 1990 e morreu em 2002
- Rozonda Thomas (Chilli) Entrou em 1991 e permanece até hoje.
- Crystal Jones (Crys-s) Entrou em 1990 e saiu em 1991

## Discografia
- Ooooooohhh... On the TLC Tip (1992)
- CrazySexyCool (1994)
- FanMail (1999)
- 3D (2002)
- TLC (2017)

## Turnês
- FanMail Tour (1999–2000)
- The Main Event (2015)
- 2016 Tour (2016)
- I Love the 90s: The Party Continues Tour (2017)